# آلمان باید از بین برود!
آلمان باید از بین برود! (به انگلیسی: Germany must perish) یک کتاب ۱۰۴ صفحه‌ای است که در سال ۱۹۴۱ توسط تئودور نیومن کافمن منتشر شد. در این کتاب کافمن پیشنهاد نسل‌کشی آلمانی‌ها از طریق عقیم‌سازی اجباری همه مردم آلمانی زبان را می‌دهد.

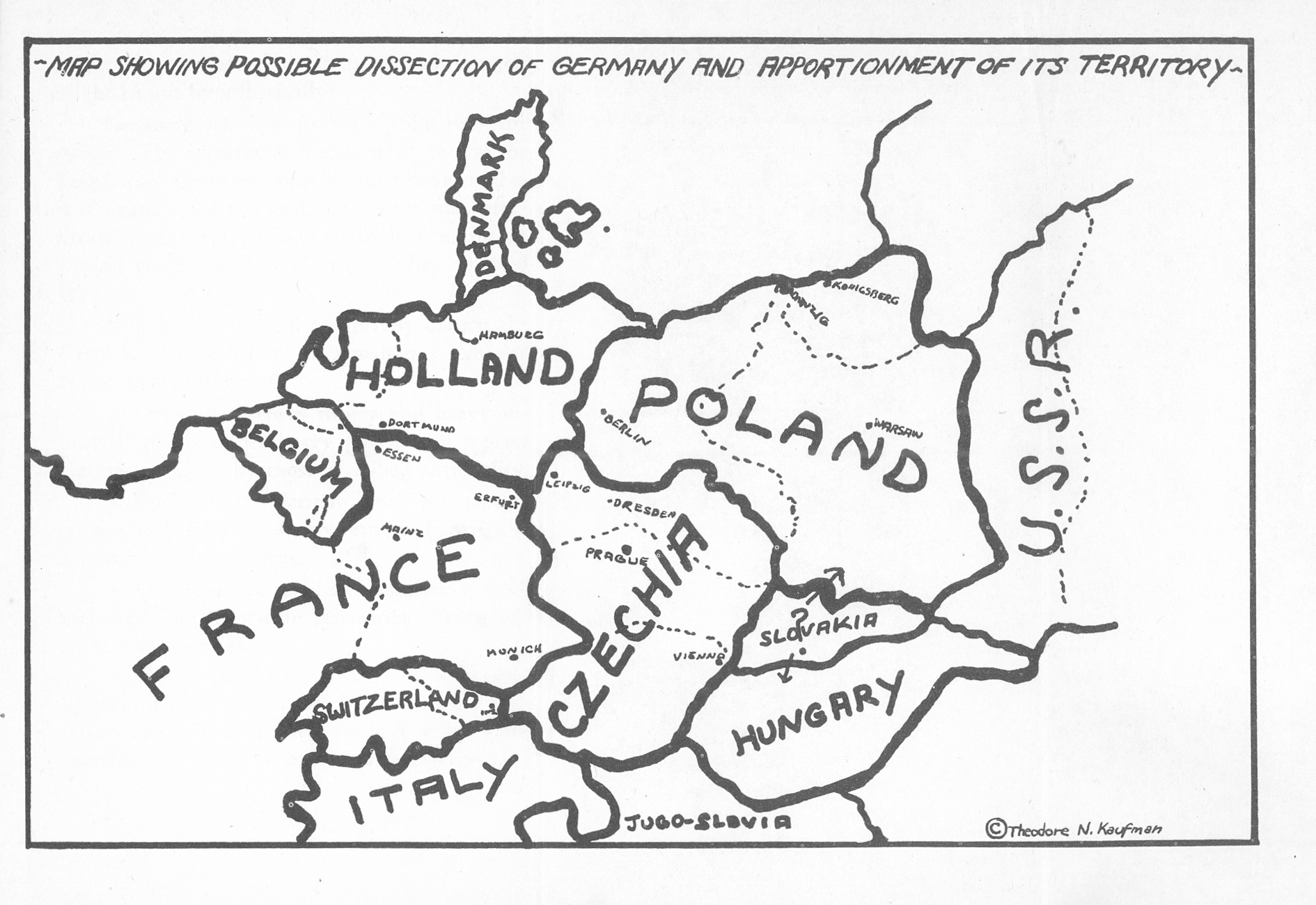
نقشه پیشنهادی کافمن برای جایگزینی آلمان

آلمان نازی این کتاب را به عنوان دلیلی برای آنکه یهودیان قصد نسل‌کشی آلمانی‌ها را دارند ارائه می‌کرد. این کتاب توسط مجله تایم مورد بررسی قرار گرفت. یکی از این منتقدین این کتاب را برنامه‌ای برای ایجاد صلح جهانی دانست. کافمن معتقد بود تمامی مردم آلمان که در سن زاد و ولد هستند باید به اجبار عقیم شوند و این تنها راه ایجاد صلح است. او همچنین نقشه جامعی در مورد تقسیم کشور آلمان و واگذار کردن آن به کشورهای همسایه ارائه کرد. انتشار این کتاب در سال‌های نخست جنگ جهانی دوم، از عمده دلایل استدلال سران نازی در رابطه با توطئه یهودیان علیه کشور آلمان بود.

## واکنش‌ها نسبت به کتاب
با اینکه این کتاب توسط یک نویسنده نامعروف نوشته شده بود توجه زیادی پیدا کرد. مجله تایم در ۲۱ مارس ۱۹۴۱ این کتاب را مورد بررسی قرار داد و آن را «یک ایده جالب» توصیف کرد. در نسخه چاپ شده کتاب قسمتی از این بررسی‌ها در مطبوعات آمریکایی چاپ شده بود. یک قسمت نوشته بود: «برنامه ای برای صلح جهانی در بین ملت‌های متمدن. -مجله نیویورک تایمز.»

## محتوا
کافمن در کتاب نسل‌کشی آلمانی‌ها را از طریق عقیم کردن مردم آن بعد از پیروزی نیروهای متحدین پیشنهاد می‌کند. در مصاحبه ای با مجله کرونیکل کانادایی-یهودی کافمن می‌گوید: «من اعتقاد دارم، که یهودیان در زندگی یک مأموریت دارند. آن‌ها باید ببینند که تمامی ملت‌های جهان در یک اتحاد جهانی باشند. اتحاد کنونی مقدمه آن است اما به تدریج و قطعاً دنیا تبدیل به بهشت خواهد شد. ما صلح جهانی خواهیم داشت؛ و یهودیان بیشترین تلاش را برای ایجاد این اتحاد خواهند کرد، زیرا آن‌ها بیشترین بهره را از آن می‌برند. اما چگونه می‌توانیم به صلح برسیم اگر آلمان وجود داشته باشد؟ تنها راه ایجاد صلح دائم این است که مجازات شروع جنگ را بدتر از خود جنگ بکنیم. انسان‌ها به دلیل قتل مجازات می‌شوند، مگر نه؟ خوب آلمان تمامی جنگهای بزرگ را شروع کرده‌است. بگذارید همه مردم آن را عقیم کنیم و تمامی جنگ‌های جهان به پایان خواهد رسید.»

## در آلمان نازی
این کتاب در آلمان نازی به صورت گسترده پخش شد. در حالی که تعداد کمی از آمریکایی‌ها از این کتاب باخبر بودند در آلمان نازی حتی هر کودک از وجود این کتاب و برنامه کافمن باخبر بود. همچنین به دلیل یهودی بودن کافمن این کتاب توجه بیشتری جلب کرد و نمونه نفرت یهودیان از آلمانی‌ها بود. یوزف گوبلس در مورد این کتاب نوشته بود: «با تشکر از کافمن یهودی، تمامی ما آلمانی‌ها می‌دانیم منتظر چه چیزی باشیم اگر شکست بخوریم.» کافمن یک یهودی بود که در منهتن نیویورک به دنیا آمده بود و توصیه او به نسل‌کشی توجه زیادی در آلمان یافت. نوشتارهای نازی کتاب را به عنوان «نهایت نفرت یهودیان» می‌خواند و فرانکلین روزولت را متهم به همکاری با آن می‌کرد. در ماه سپتامبر ۱۹۴۱ جولیوس استرایشر کتابی به نام در استورمر نوشت که در آن کتاب کافمن «تفکر مجنون یک مغز یهودی دیوانه» خوانده شد. او نوشتارهای کافمن را در کتاب خود آورد با نابودی مردم آلمان، یهودیان می‌خواهند ما را از پخش چیزی که دنیا از ابتدا نیروی خود را گرفته‌است و منبع هر چیزی را که زیبا، خوب و قابل احترام است نابود کنند. هنگامی که در ۸ سپتامبر ۱۹۴۱ یهودیان هانوور اخراج شدند مقامات محلی به کتاب کافمن اشاره کردند.
ارنست همینگوی نویسنده معروف نیز از پشتیبانان عقاید کافمن بود و در مقدمه کتاب مردان در جنگ خود طرح مشابه‌ای برای از بین بردن نژاد آلمانی ارائه کرد.